# Shaw Heights (Colorado)
Shaw Heights es un lugar designado por el censo ubicado en el condado de Adams en el estado estadounidense de Colorado. En el Censo de 2010 tenía una población de 5.116 habitantes y una densidad poblacional de 2.817,83 personas por km².

## Geografía
Shaw Heights se encuentra ubicado en las coordenadas 39°51′27″N 105°2′21″O / 39.85750, -105.03917. Según la Oficina del Censo de los Estados Unidos, Shaw Heights tiene una superficie total de 1.82 km², de la cual 1.81 km² corresponden a tierra firme y (0.14%) 0 km² es agua.

## Demografía
Según el censo de 2010, había 5.116 personas residiendo en Shaw Heights. La densidad de población era de 2.817,83 hab./km². De los 5.116 habitantes, Shaw Heights estaba compuesto por el 72.5% blancos, el 0.8% eran afroamericanos, el 1.09% eran amerindios, el 6.18% eran asiáticos, el 0.08% eran isleños del Pacífico, el 15.54% eran de otras razas y el 3.81% pertenecían a dos o más razas. Del total de la población el 36.69% eran hispanos o latinos de cualquier raza.